# Tinmouth
Tinmouth – miasto w Stanach Zjednoczonych, w stanie Vermont, w hrabstwie Rutland.